# 橄欖岩
橄欖岩是一種超基性侵入岩石，深綠色，粒狀結構，主要由橄欖石和輝石組成，其中橄欖石成分達到40%-50%以上，含有少量的角閃石、白雲母以及鉻、鐵礦等。橄欖岩含有少於45%的二氧化硅，屬於超基性岩石。
根據其含有的輝石種類的區別，橄欖岩可分為：
- 斜方輝橄欖岩：幾乎完全由橄欖石和斜方輝石組成。
- 異剝橄欖岩：主要由橄欖石和異剝石組成。
- 二輝橄欖岩：是上述兩種橄欖岩的過渡品種。

橄欖岩為地球內地函的主要構成物，常與其他的基性岩或超基性岩形成混合的雜劣體，經過蝕變後可以形成蛇紋岩。和橄欖岩伴生的礦物還有鎳、鈷、鉑、石棉和滑石等。而橄欖岩會使二氧化碳氣體轉化成固態方解石。

## 外部連結
- 橄欖岩圖片